# آب‌شیرین (خنج)
آب شیرین، روستایی از توابع بخش مرکزی شهرستان خنج در استان فارس ایران است.

## جمعیت
این روستا در دهستان سیف‌آباد قرار دارد و براساس سرشماری مرکز آمار ایران در سال ۱۳۹۰، جمعیت آن ۷۵ نفر (۱۶خانوار) بوده‌است.